# Alicja Kuczyńska (filozofka)

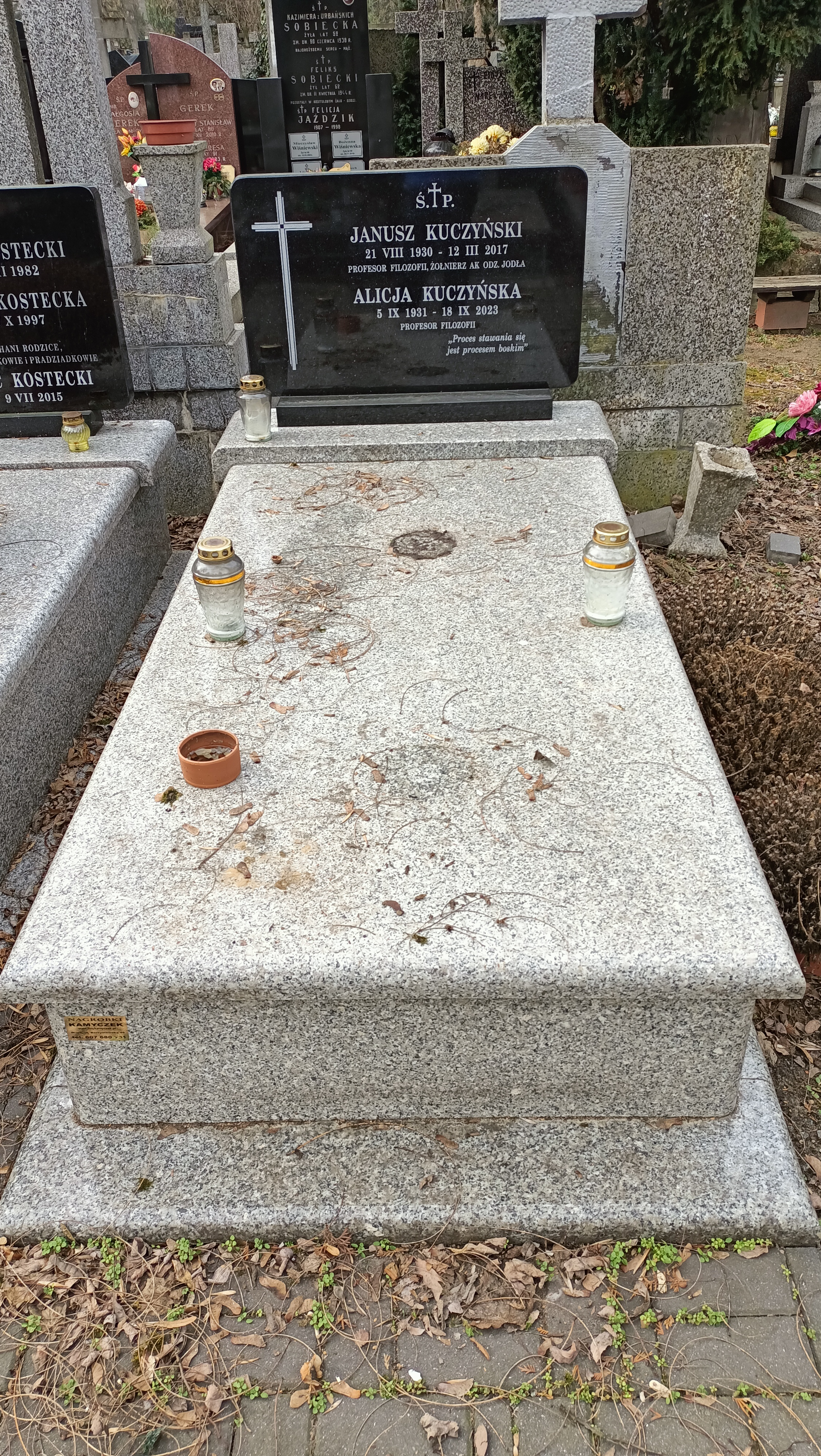
Grób Alicji Kuczyńskiej i Janusza Kuczyńskiego na cmentarzu Bródnowskim w Warszawie

Alicja Kuczyńska (ur. 5 września 1931 w Stanisławowie, zm. 18 września 2023) – polska filozofka, prof. dr hab.

## Życiorys
W 1962 r. uzyskała doktorat, a w 1973 r. stopień doktora habilitowanego. Otrzymała tytuł profesora nauk humanistycznych. Pracowała na Wydziale Architektury Wyższej Szkole Ekologii i Zarządzania w Warszawie.
Była profesorem zwyczajnym w Instytucie Filozofii na Wydziale Filozofii i Socjologii Uniwersytetu Warszawskiego. Pochowana na cmentarzu Bródnowskim w Warszawie (kwatera 8B-1-17).